# Par (Erzja)

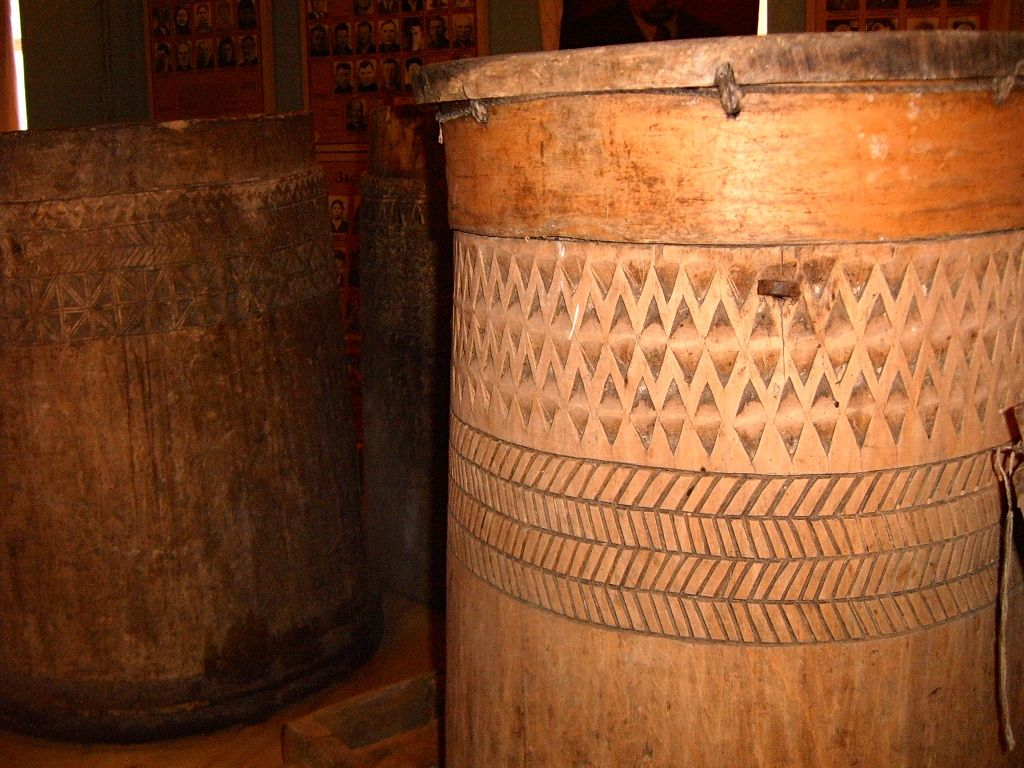
Przykłady erzjańskich parów.

Par – w tradycyjnej kulturze Erzjan rodzaj kadzi, w której młoda dziewczyna zabierała i przechowywała swój posag.

## Opis
Kadź służyła do przechowywania płótna, koszul i pozostałych rzeczy, które dziewczyna zabierała z domu. Wykonywał go dla niej ojciec lub starszy brat zaraz po jej przyjściu na świat. Dziewczyna zbierała do niego swój posag, dlatego nosiły też nazwę Eromon par, czyli „par na całe życie”. To, co dziewczyna gromadziła w nim, było jej osobistą własnością i było przekazywane następnym pokoleniom. Dziewczyna wychodząc za mąż „umierała” dla swojej rodziny, dlatego wierzono, że panna młoda z parem zabiera nie tylko pamięć o wygodnym życiu w domu rodzicielskim, ale życzenia szczęścia w dalszym życiu.
Pary były wykonywane z jednego pnia lipy, w którym usuwano specjalnymi narzędziami rdzeń. Do wydrążonej kadzi dodawano zamykane wieko. Rozmiar para świadczył o zamożności panny młodej. Zazwyczaj miały one 60–90 cm wysokości, średnicę 40–70 cm, a grubość ścianek wynosiła 1–4 cm. Z jednego drzewa wykonywano dwie lub trzy kadzie. Zdobiono je geometrycznymi wzorami, które miały znaczenie magiczne. Pierwszy pas od góry to zazwyczaj zygzak, który oznacza życzenie lub prośbę o długie życie. W kolejnym rzędzie umieszczano jodełkę, która symbolizowała życzenie powodzenia dla rodziny, dużej ilości dzieci, zwierząt, chleba i bogactwa. W kolejnym mógł pojawić się duży trójkąt wypełniony małymi trójkątami, co oznaczało owocne życie.

## Ceremonia ślubna
Par odgrywał ważną rolę podczas ceremonii ślubnej. Nie tylko był jej posagiem, ale miał jej zapewnić szczęście na nowej drodze życia. Dlatego na początku par był oczyszczany ze „złych duchów” poprzez obejście go z zapaloną świecą, ikoną lub wsypanie szczypty soli, następnie na dno wkładano pieniądze, chleb, ciasta, a czasem naczynia, aby „skrzynia nie była pusta przez całe życie, aby młodzi żyli bogato”. Dopiero wtedy dziewczyna wkładała do niego swoje ubrania.